# Vavassalo
Um vavassalo, por vezes designado também por Vavassor, do latim medieval vassus vassorum (em português:  vassalo dos vassalos), era o vassalo dum senhor, ele mesmo um vassalo.
Era um título dos inícios do feudalismo, que desapareceu logo de seguida. O título existiu já na época carolíngia. L'Adarga Catalana, tratado de heráldica catalã, fala dum tal Arnald d'Oms feito vavassalo da vila de Montescot, nos Pirenéus Orientais : « [...] Don Arnald d'Oms, Vavassor de Montescot cuya plaza y castillo le encarego Carlo Magno Imperador ».
No século XII fazia parte da classe mais baixa da nobreza, juntamente com os cavaleiros.
Por vezes fala-se dos "grandes vavassalos", aqueles que dependiam dum senhor vassalo direto do Rei , e dos "pequenos vavassalos", aqueles que dependiam dum senhor vassalo doutro senhor.
Os Normandos introduziram na Inglaterra o nome Vavassalo sob a forma de Vavassor ou ainda de Vavasour com a conquista de Guilherme I, o conquistador, em 1066.